# Typhlops guadeloupensis
Espèce
Synonymes
- Antillotyphlops guadeloupensis (Richmond, 1966)
- Typhlops dominicanus guadeloupensis Richmond, 1966

Typhlops guadeloupensis est une espèce de serpents de la famille des Typhlopidae. 

## Répartition
Cette espèce est endémique de Guadeloupe. Elle se rencontre sur les îles de Basse Terre et de Grande Terre.

## Étymologie
Son nom d'espèce, composé de guadeloup[e] et du suffixe latin -ensis, « qui vit dans, qui habite », lui a été donné en référence au lieu de sa découverte.

## Publication originale
- Richmond, 1966 : The Blind Snakes, Typhlops, of Guadeloupe and Dominica with the description of a new species. Herpetologica, vol. 22, no 2, p. 129-132.